# Родники (Пермский край)
Родники — посёлок в Добрянском районе Пермского края. Входит в состав Дивьинского сельского поселения.

## Географическое положение
Расположен к северо-востоку от административного центра поселения, посёлка Дивья, и к востоку от райцентра, города Добрянка. Ближайшая ж/д станция — Кухтым.

## Население
| 2010 |
| ---- |
| 3    |

## Улицы
- Цветочная ул.
- Цветочный пер.

## Топографические карты
- Лист карты O-40-54 Вильва. Масштаб: 1 : 100 000. Издание 1977 г.